# Mặt Trời của Chủ quân
Mặt Trời của Chủ quân (Hàn văn: 주군의 태양, Phiên âm: Ju-gun-ui Tae-yang) là bộ phim truyền hình Hàn Quốc được sản xuất năm 2013, trình chiếu trên kênh SBS của nước này từ tháng 8/2013 với sự tham gia của các diễn viên chính: So Ji-seob, Gong Hyo-jin, Seo In-guk và Kim Yu-ri. Đây là tác phẩm tình cảm-hài-kinh dị của chị em biên kịch nổi tiếng họ Hong của Hàn Quốc: Hong Jeong-eun và Hong Mi-ran, những người nổi tiếng với các tác phẩm: "My Girl" (SBS), "Hong Gil-dong" (KBS), "You're Handsome" (SBS), "My Girlfriend Is a Nine-Tailed Fox" (SBS),...

## Cốt truyện
Ju Jung-won là CEO của một trung tâm mua sắm đồ sộ mang tên Kingdom, tính tình keo kiệt, lạnh lùng, hoàn toàn lý tính và luôn cân đong đo đếm các mối quan hệ của bản thân. Mọi người xung quanh gọi Jung-won là "Chủ quân" vì lẽ đó ("Kingdom" có nghĩa là "vương quốc", "chủ quân" có nghĩa là "đức vua"). Anh bị mắc chứng khó đọc sau một vụ bắt cóc và sự ra đi của người bạn gái thời trung học. Xung quanh anh tồn tại những lời đồn về "lời nguyền" về đường tình duyên: Bất cứ gia đình nào bàn bạc hôn sự với Jung-won đều có kết cục khuynh gia bại sản.
Tình cờ, Jung-won gặp Tae Gong-sil trong một đêm mưa bão. Đây một cô gái kỳ quặc, sau một tai nạn giao thông bỗng nhiên có năng lực nhìn thấy các hồn ma. Những hồn ma luôn tìm đến Gong-sil để nhờ vả cô thực hiện ước nguyện cuối khiến cuộc sống của Gong-sil bị đảo lộn. Cô không thể kiếm một việc làm ổn định và bị chứng mất ngủ. Gong-sil bắt đầu bám theo Jung-won sau khi cô phát hiện chỉ cần chạm vào người Jung-won, các hồn ma đeo bám cô sẽ chạy mất. Mới đầu, Jung-won không hề tin những gì Gong-sil nói, luôn coi cô là kẻ đeo bám, đào mỏ; nhưng dần dần, anh phát hiện những gì Gong-sil nói và những điều kỳ quặc diễn ra xung quanh anh thực sự có liên quan...

## Diễn viên

### Diễn viên chính
- So Ji-seob vai Ju Jung-won
- Gong Hyo-jin vai Tae Gong-sil
- Seo In-guk vai Kang Woo: Hàng xóm mới của Gong-sil, làm việc Quản lý an ninh tại Kingdom nhưng có nghi vấn lớn về thân phận và mục đích gia nhập Kingdom.
- Kim Yu-ri vai Tae I-ryeong: Người mẫu nổi tiếng, bạn học cũ của Gong-sil. Trong khi Gong-sil có biệt danh là "Mặt trời lớn" thì I-ryeong có biệt danh là "Mặt trời nhỏ" khiến cô không thoải mái

### Diễn viên phụ
- Choi Jeong-woo vai Kim Gwi-do: Thư ký của Jung-won
- Kim Mi-gyeong vai Ju Seong-ran: Cô của Jung-won
- Lee Jong-won vai Do Seok-cheol: Phó giám đốc của Kingdom, chồng của Ju Seong-ran
- Park Hui-bon vai Tae Gong-ri: Chị của Gong-sil
- Lee Do-hyeon vai Lee Seung-mo: Cậu bé hay đến nhà Gong-sil ăn cơm khi mẹ đi vắng
- Hong Eun-taek vai Lee Seung-jun: Cậu bé hay đến nhà Gong-sil ăn cơm khi mẹ đi vắng
- Kim Myeong-su vai Ju Jung-won
- Han Bom-eun vai Cha Hui-ju: Bạn gái thời trung học và tình yêu đầu của Jung-won
- Yu Min Kyu vai Ji Woo: thiếu gia tập đoàn thượng hải

### Khách mời
- Jin I-han vai Yu Hye-seong: Cầu thủ bóng đá nổi tiếng, vị hôn phu cũ của Tae I-ryeong
- Song Min-jeong vai Kim Mi-gyeong: Người yêu cũ của Yu Hye-seong
- Bang Min-a vai Lee Ga-yeong: Nữ sinh trung học, bạn học của hồn ma nữ sinh Lee Eun-seol

## Ratings
| Tập #      | Ngày chiếu tại Hàn Quốc | Thị phần khán giả bình quân | Thị phần khán giả bình quân | Thị phần khán giả bình quân | Thị phần khán giả bình quân |
| Tập #      | Ngày chiếu tại Hàn Quốc | TNmS Ratings                | TNmS Ratings                | AGB Nielsen                 | AGB Nielsen                 |
| Tập #      | Ngày chiếu tại Hàn Quốc | Toàn quốc                   | Vùng thủ đô Seoul           | Toàn quốc                   | Vùng thủ đô Seoul           |
| ---------- | ----------------------- | --------------------------- | --------------------------- | --------------------------- | --------------------------- |
| 1          | 7 tháng 8 năm 2013      | 17.5%                       | 21.6%                       | 13.6%                       | 14.8%                       |
| 2          | 8 tháng 8 năm 2013      | 15.9%                       | 19.0%                       | 14.4%                       | 15.8%                       |
| 3          | 14 tháng 8 năm 2013     | 17.1%                       | 20.2%                       | 15.2%                       | 16.6%                       |
| 4          | 15 tháng 8 năm 2013     | 17.6%                       | 19.5%                       | 16.8%                       | 17.6%                       |
| 5          | 21 tháng 8 năm 2013     | 17.3%                       | 19.5%                       | 16.2%                       | 17.4%                       |
| 6          | 22 tháng 8 năm 2013     | 19.5%                       | 22.6%                       | 16.6%                       | 17.5%                       |
| 7          | 28 tháng 8 năm 2013     | 17.0%                       | 18.9%                       | 16.1%                       | 17.2%                       |
| 8          | 29 tháng 8 năm 2013     | 17.6%                       | 20.2%                       | 17.8%                       | 19.2%                       |
| 9          | 4 tháng 9 năm 2013      | 17.2%                       | 20.0%                       | 16.8%                       | 18.3%                       |
| 10         | 5 tháng 9 năm 2013      | 17.3%                       | 20.0%                       | 17.3%                       | 18.5%                       |
| 11         | 11 tháng 9 năm 2013     | 17.9%                       | 20.8%                       | 18.3%                       | 20.0%                       |
| 12         | 12 tháng 9 năm 2013     | 19.7%                       | 23.8%                       | 19.3%                       | 20.4%                       |
| 13         | 19 tháng 9 năm 2013     | 15.6%                       | 17.0%                       | 14.8%                       | 15.7%                       |
| 14         | 25 tháng 9 năm 2013     | 18.4%                       | 20.9%                       | 18.4%                       | 20.0%                       |
| 15         | 26 tháng 9 năm 2013     | 19.3%                       | 21.5%                       | 19.1%                       | 19.7%                       |
| 16         | 2 tháng 10 năm 2013     | 18.9%                       | 22.3%                       | 19.7%                       | 20.9%                       |
| 17         | 3 tháng 10 năm 2013     | 21.1%                       | 24.4%                       | 21.8%                       | 23.6%                       |
| Trung bình | Trung bình              | 18.0%                       | 20.7%                       | 17.2%                       | 18.4%                       |

## Nhạc phim
1. 낮과 밤 (Day and Night) - Gummy[3]
2. 너와 나 (You and I) - Hong Dae-kwang
3. 미치게 만들어 (You Make Me Go Crazy) - Hyorin của Sistar[4]
4. Touch Love - Yoon Mi-rae[5]
5. Mystery - Jung Dong Ha
6. All About - Melody Day
7. No Matter What - Seo In Guk
8. Last One - Youme, JoosuC

## Liên kết
- Trang chủ